# Homeland Security Act
Homeland Security Act er en amerikansk indenrigspolitisk reformpakke. Reformen blev gennemført i november 2002. Den daværende republikanske regering, med George W. Bush i spidsen, brugte terrorangrebet den 11. september 2001 som argument for Homeland Security Act. Reformen medførte en udvidelse af præsidentens beføjelser, ikke mindst i hans egenskab af øverstkommanderende for USA's væbnede styrker.